# Japan op de Olympische Zomerspelen 1920
Japan nam deel aan de Olympische Zomerspelen 1920 in Antwerpen, België. Twee zilveren medailles werden gewonnen, beide in het tennis.

## Medailleoverzicht
| Sport  | Olympiër                        | Onderdeel      | Medaille |
| ------ | ------------------------------- | -------------- | -------- |
| Tennis | Ichiya Kumagae                  | enkelspel (m)  | Zilver   |
| Tennis | Seiichiro Kashio Ichiya Kumagae | dubbelspel (m) | Zilver   |

## Deelnemers en resultaten

### Atletiek
| Olympiër          | Onderdeel    | Resultaat | Prestatie              |
| ----------------- | ------------ | --------- | ---------------------- |
| Ichiro Kaga       | 100m (m)     | series    | serie 1: 5de           |
| Shinichi Yamaoka  | 100m (m)     | series    | serie 8: 4de in 11,6   |
| Ichiro Kaga       | 200m (m)     | series    | serie 9: 4de           |
| Shinichi Yamaoka  | 200m (m)     | series    | serie 1: 4de in 23,9   |
| Saburo Hasumi     | 800m (m)     | series    | serie 1: 6de in 2.02,2 |
| Saburo Hasumi     | 1500m (m)    | series    | serie 4: 6de           |
| Tomeichi Ohura    | 1500m (m)    | DNS       | serie 1: niet gestart  |
| Tomeichi Ohura    | 5000m (m)    | series    | serie 4: 6de           |
| Kunosuke Sano     | 5000m (m)    | series    | serie 2: 7de           |
| Zensaku Motegi    | 10000m (m)   | series    | serie 3: 12de          |
| Kunosuke Sano     | 10000m (m)   | series    | serie 2: 8ste          |
| Shizo Kanakuri    | marathon (m) | 16e       | 2:48.45,4              |
| Yahei Miura       | marathon (m) | 24e       | 2:59.37,0              |
| Zensaku Motegi    | marathon (m) | 20e       | 2:51.09,4              |
| Kenzo Yashima     | marathon (m) | 21e       | 2:57.02,0              |
| Hiroshi Masuda    | vijfkamp (m) | DNF       | niet gefinisht         |
| Gensabulo Noguchi | tienkamp (m) | 12e       | 3668,63 punten         |

### Schoonspringen
| Olympiër       | Onderdeel      | Resultaat | Prestatie                     |
| -------------- | -------------- | --------- | ----------------------------- |
| Masaren Uchida | hoogduiken (m) | 8e        | voorronde: 8ste met 40 punten |

### Tennis
| Olympiër                        | Onderdeel      | Resultaat | Prestatie |
| ------------------------------- | -------------- | --------- | --- |
| Seiichiro Kashio                | enkelspel (m)  | 9e        | 1ste ronde: vrij 2de ronde: W van DEN Tegner: 6-3, 6-1, 6-2 3de ronde: V van CAN Dodd: 3-6, 6-4, 2-6, 6-3, 1-6 |
| Ichiya Kumagae                  | enkelspel (m)  | Zilver    | 1ste ronde: W van ESP Alonso: 7-5, 6-3, 6-3 2de ronde: W van BEL de Laveleye: 6-0, 6-1, 6-0 3de ronde: W van CAN Lammens: 7-5, 6-1, 6-4 kwartfinale: W van CAN Dodd: 7-5, 6-1, 6-1 halve finale: W van CAN Winslow: 6-2, 6-2, 6-2 finale: V van RSA Raymond: 5-7, 6-4, 7-5, 6-4 |
| Seiichiro Kashio Ichiya Kumagae | dubbelspel (m) | Zilver    | 1ste ronde: vrij 2de ronde: W van BEL Lammens/Washer: 6-1, 6-4, 6-4 kwartfinale: W van RSA Norton/Raymond: 6-3, 6-2, 4-6, 6-3 halve finale: W van FRA Blanchy/Brugnon: 6-4, 4-6, 6-3, 6-1 finale: V van GBR Turnbull/Woosnam: 2-6, 7-5, 5-7, 5-7                                |

### Zwemmen
| Olympiër       | Onderdeel           | Resultaat | Prestatie              |
| -------------- | ------------------- | --------- | ---------------------- |
| Kenkichi Saito | 100m vrije slag (m) | series    | serie 3: 6de           |
| Masaren Uchida | 100m vrije slag (m) | 8e        | serie 5: 5de           |
| Kenkichi Saito | 400m vrije slag (m) | series    | serie 1: 2de in 6.16,8 |
| Masaren Uchida | 400m vrije slag (m) | 8e        | serie 3: 3de in 6.40,0 |

Argentinië · Australië · België · Brazilië · Brits-Indië · Canada · Chili · Denemarken · Egypte · Estland · Finland · Frankrijk · Griekenland · Groot-Brittannië · Italië · Japan · Joegoslavië · Luxemburg · Monaco · Nederland · Nieuw-Zeeland · Noorwegen · Portugal · Spanje · Tsjecho-Slowakije · Verenigde Staten · Zuid-Afrika · Zweden · Zwitserland